# Theodore Lux Feininger
Theodore Lux Feininger, cunoscut în Statele Unite mai ales ca T. Lux Feininger (n. 11 iunie 1910, Berlin, Imperiul German – d. 7 iulie 2011, Cambridge, Massachusetts, SUA) a fost un fotograf și pictor avangardist american născut în Germania, fiu al germanei Julia Berg și al americanului Lyonel Charles Feininger, care trăia în Germania de la vârsta de 16 ani. Tatăl său, Lyonel Feininger, a fost primul profesor numit la școala Bauhaus, de către fondatorul acestuia, Walter Gropius, în 1919, la Weimar. Theodore a avut alți doi frați mai mari, printre care Andreas Feininger, ambii artiști și două surori provenite din căsătoria anterioară a tatălui său cu Clara Fürst.

## Carieră timpurie ca fotograf
La vârsta de 16 ani, Lux Feininger, cum va prefera să fie numit, a devenit student al școlii Bauhaus, care se mutase între timp de la Weimar la Dessau. A fost un talent multilateral, studiind pictura cu Josef Albers, Paul Klee și  Wassily Kandinsky, cântând într-o formație de jazz a studenților și făcând parte din echipa unui teatru experimental. În calitate de fotograf și-a asumat rolul de foto-jurnalist al vieții de zi cu zi de la Bauhaus. Deși Bauhaus nu a avut un studiou fotografic până în 1929, Feininger și-a format un stil artistic datorită unui ... vecin. Stilul său fotografic a fost influențat de cel al lui László Moholy-Nagy, care era vecin cu familia Feininger, în clădirile de locuit ale cadrelor didactice, clădiri ce fuseseră designate de Walter Gropius. Destul de repede, Feininger s-a impus ca un fotograf de valoare, vânzându-și fotografiile unor periodice și ziare. În 1929, o parte din lucrările sale au fost expuse în Film und Foto.
O retrospectivă a lucrărilor sale timpurii a fost expusă în anul 1962 la Busch-Reisinger Museum din Cambridge, statul Massachusetts, iar în anul 2001, celebrul  Metropolitan Museum of Art, din Manhattan, a prezentat lucrările sale într-o expoziție intitulată, Dancing on the Roof: Photography and the Bauhaus (1923-1929) - în limba română, Dansând pe acoperiș: Fotografie și Bauhaus (1923-1929). 

## Alte articole de citit
- Bauhaus
- Listă a artiștilor conectați de mișcarea artistică Bauhaus